# Обичаният
„Обичаният“ (на испански: El bienamado) е мексиканска теленовела от 2017 г., режисирана от Салвадор Гарсини и Рикардо де ла Пара и продуцирана от Никандро Диас Гонсалес за Телевиса. Адаптацията, създадена от Кари Фахер и Химена Суарес, се базира на бразилската театрална постановка Odorico, O Bem-Amado ou Os Misterios do Amor e da Morte от 1962 г., написана от драматурга Диас Гомес.
В главните роли са Хесус Очоа, Марилус Бермудес, Марк Тачер, Андрес Паласиос, Шантал Андере, Нора Салинас и Иран Кастийо, а в отрицателната - Салвадор Сербони. Специално участие вземат първата актриса Лаура Сапата и Алехандра Гарсия.

## Сюжет
Одорико Сиенфуегос е политик, спечелил изборите за префектура на една малка община, наречена Лорето, с обещанието да построи ново гробище. Победата си дължи на сестрите Хустина, Дулсина и Сантина, с които Одорико има любовна авантюра, но те не подозират за това, че той поддържа връзка и с трите.
Най-големият проблем на Одорико е дъщеря му, Валерия, която се връща в града и се влюбва лудо в новодошлия местен лекар Леон Серано. Валерия и Леон се запознават в град Мексико, когато е приета в болница от прекаляване с алкохол. Разбирайки за чувствата на Валерия, Одорико започва да изпитва непотосимост и омраза към Леон. Одорико, обсебен от идеята за гробище, се нуждае от някой, който бързо да умре. Въпреки това, продължително време не е регистриран смъртен случай, което кара Одорико да се възползва от всяка възможност, и му се отдава. Либорио, депресиран жител на местността, е изоставен от жена си, а това се оказва добра възможност за Одорико, известявайки, че ще се осъществи голямо погребение.

## Актьори
- Хесус Очоа – Одорико Сиенфуегос „Обичаният“
- Шантал Андере – Хустина Самперио
- Нора Салинас – Дулсина Самперио
- Иран Кастийо – Сантина Самперио
- Андрес Паласиос – Омеро Фуентес
- Марилус Бермудес – Валерия Сиенфуегос
- Марк Тачер – Леон Серано
- Алехандра Гарсия – Таня Мендоса
- Лаура Сапата – Бруна Мендоса
- Диего де Ерисе – Дирсео Ретана
- Салвадор Сербони – Хайро Портела
- Ракел Морел – Хенероса Сиенфуегос
- Ана Мартин – Алехандрия
- Сесар Боно – Отец Димас
- Фернандо Сиангероти – Хеновево Моронес
- Диана Голден – Абигайл де Моронес
- Алехандра Сандовал – Мелиса де Портела
- Луис Гатика – Амбросио Карденас
- Оливия Колинс – Олгита
- Рикардо Силва – Либорио
- Луис Мануел Авила – Пепон
- Габриела Самора – Пакита
- Жаклин Бракамонтес – Лаура Уркиди де Серано
- Роберто Романо – Алексис
- Поло Морин – Хорди
- Мишел Родригес – Естрея
- Хосе Монтини – Помпонио
- Патси
- Салвадор Санчес – Исмаел Лопес
- Рикардо Маргалев – Хуанхо
- Дайрен Чавес – Лус Марина Карденас
- Мерседес Вауган – Ромелия
- Айтор Итуриос
- Едуардо Родригес – Караско
- Алейда Нуниес – Лусия
- Кристиан Рамос
- Маурисио Кастийо – Кирино
- Серхио Рейносо
- Рикардо Фастлич – Тревър
- Едуардо Мансано
- Чао – Винисио
- Ракел Панковски
- Габи Рома – Евелина
- Рейналдо Росано

## Премиера
Премиерата на Обичаният е на 23 януари 2017 г. по Las Estrellas. Последният 96. епизод е излъчен на 4 юни 2017 г.

## Продукция
Снимките на теленовелата започват на 8 ноември 2016 г. в град Лорето, Южна Долна Калифорния, Мексико.

## Награди и номинации
Награди TVyNovelas 2018
| Категория            | Номинация              | Резултат  |
| -------------------- | ---------------------- | --------- |
| Най-добра теленовела | Никандро Диас Гонсалес | Номиниран |

## Версии
- O Bem-Amado, бразилска теленовела, продуцирана за Rede Globo през 1973 г. С участието на Пауло Грасиндо в ролята на „Обичаният“.